# Hans Barge
Hans Varga (* wahrscheinlich vor 1500; † 1527 in Lissabon) war der zweite deutsche Weltumsegler. Er gehörte als Mitglied der Molukken-Expedition Ferdinand Magellans neben Maestre Anes („Hans aus Aachen“) zu den 34 Überlebenden der ersten Erdumrundung.
Varga (Sohn von Barge und Elisabet) heuerte 1519 laut Mannschaftsliste als einer von drei Deutschen auf der Concepción an. Auf Tidore, einer der Molukkeninseln, wechselte Hans Varga auf die Trinidad, das zweite verbliebene Schiff der Flotte, das aus Reparaturgründen zurückbleiben musste, während die Victoria ihre Reise um die Welt in Richtung Westen vollendete.
Die Trinidad sollte über den Pazifischen Ozean und Amerika auf dem Herkunftsweg nach Spanien zurückkehren, scheiterte aber im Pazifischen Ozean bei 42° Nord und musste nach Tidore zurückkehren. Auf der Nachbarinsel Ternate war inzwischen eine portugiesische Flotte von sieben Karavellen mit 300 Mann gelandet und hatte eine Festung errichtet. Die nurmehr 18 Überlebenden der Trinidad ergaben sich im Oktober 1522 dort den Portugiesen. Diese beanspruchten die Gewürzinseln für sich und waren bestrebt, den Erfolg der spanischen Molukken-Expedition zu verhindern.
Für Varga und seine Mitgefangenen begann nun eine fast fünfjährige Odyssee als Gefangene auf portugiesischen Schiffen und durch verschiedene Kerker. Von Ternate aus wurden sie zuerst auf die Banda-Inseln, im Februar 1523 nach Malakka und Ende 1524 nach Cochin in Indien gebracht. Dort wurden sie Vasco da Gama vorgeführt, der zu dieser Zeit als Portugiesischer Vizekönig von Indien residierte. 1526 wurden Varga, Gonzalo Gomez de Espinosa, Gines de Mafra und Leon Pancaldo endlich nach Europa verschifft und erreichten Lissabon. Hier wurden sie weitere sieben Monate lang eingesperrt. Varge starb zwischen Januar und Juli 1527 im Kerker in Lissabon.
Hans Varga wird in der älteren Literatur oft mit Maestre Anes (von Aachen) verwechselt, was oft zu Verwirrung führte, siehe zum Beispiel Hans Plischke 1922, Seite 148.
Harry Kelsey konnte mit The First Circumnavigators von 2016 diesen Geschichtsirrtum, der sich seit 1922 hielt, klären.